# Dobre (Simferopol)
Dobre (în ucraineană Добре) este localitatea de reședință a comunei Dobre din raionul Simferopol, Republica Autonomă Crimeea, Ucraina.

## Demografie
Componența lingvistică a localității Dobre
     Rusă (48,86%)
     Tătară crimeeană (43,08%)
     Ucraineană (5,58%)
     Alte limbi (0,49%)
Conform recensământului din 2001, nu exista o limbă vorbită de majoritatea populației, aceasta fiind compusă din vorbitori de rusă (48,86%), tătară crimeeană (43,08%) și ucraineană (5,58%).